# Coopération scientifique européenne en phytothérapie
La  Coopération scientifique européenne en phytothérapie (European Scientific Cooperative on Phytotherapy, ESCOP) a été fondée en 1989 en tant qu'organisation faîtière, représentant les associations nationales européennes de phytothérapie. Des associations de pays non-membres de l'Union européenne peuvent également adhérer à l'ESCOP,,,,.

## Membres
L'ESCOP est une fédération fondée en 1989 et regroupant 15 associations nationales de phytothérapie, pour la plupart de pays d'Europe de l'Ouest, ainsi que 5 membres affiliés provenant d'Australie, d'Inde et des États-Unis.
Parmi les membres figurent les associations suivantes, : 
- Allemagne : Gesellschaft für Phytotherapie eV
- Autriche : Österreichische Gesellschaft für Phytotherapie
- Espagne : Sociedad espanola de fitoterapia (SEFIT)
- France : Association française pour le médicament de phytothérapie
- Hongrie : Magyar Gyógyszerésztudományi Társaság – Gyógynövény Szakosztály
- Italie : Società italiana di fitochimica (SIF)
- Pays-Bas : Nederlandse Vereniging voor Fytotherapie
- Pologne : Polski Komitet Zielarski
- Portugal : Sociedade portuguesa de fitoquimica e fitoterapia (SPFito)
- Roumanie : Organizatia interprofesionala a plantelor medicinale  şi aromatice
- Royaume-Uni : British Herbal Medicine Association
- Suisse : Schweizerische Medizinische Gesellschaft für Phytotherapie
- Turquie : Farmakognozi ve Fitoterapi Derneği

## Missions
Le comité scientifique de l'ESCOP passe en revue l'utilisation thérapeutique des principaux médicaments à base de plantes ou préparations de médicaments à base de plantes (à l'instar de l'ancienne Commission E allemande) sur la base de preuves scientifiques et d'une expertise de pointe en Europe. L'objectif était de faire progresser le statut scientifique des médicaments à base de plantes et de contribuer à l'harmonisation de leur statut réglementaire au niveau européen et ainsi de favoriser l'acceptation de ces médicaments, également appelés phytomédicaments. Par ailleurs, l'objectif était de promouvoir la recherche scientifique dans le domaine des plantes médicinales. Depuis 1992, des monographies de plantes ESCOP sont publiées sur la qualité, la sécurité et l'efficacité des médicaments à base de plantes, sur la base de preuves scientifiques et de manuels. En 2003, 80 monographies ont été publiées sous forme de livre, et 27 monographies supplémentaires sont parues en 2009,. Depuis 2011, 54 monographies nouvelles et mises à jour ont été publiées en ligne. La publication continue. Au total, 107 monographies ESCOP ont été produites et soumises à l'Agence européenne des médicaments.
Les monographies de l'ESCOP constituent une source inestimable d'informations scientifiques pour les professionnels de la santé, les universitaires, les chercheurs, les régulateurs, les fabricants, ainsi que l'industrie pharmaceutique, qui les utilise comme orientation pour soutenir la demande ou l'enregistrement de médicaments à base de plantes. Sur la base des règles du code communautaire des médicaments à usage humain, elles peuvent être invoquées et citées par les Autorités du médicament pour étayer un test de demandeur. Les monographies ressemblent au format d'un « Résumé des caractéristiques du produit » (RCP), qui sert de base aux informations requises pour les médicaments, par ex. dans la notice. Les monographies de plantes ESCOP fournissent un aperçu sélectionné de la littérature publiée. Dans différentes publications professionnelles, les monographies de l'ESCOP sont mentionnées à côté des monographies de l'OMS comme sources de littérature et comme avis d'experts,,,,.
L'ESCOP a participé à plus de cinq symposiums scientifiques internationaux, en collaboration avec ses sociétés membres, entre autres avec la « Society for Medicinal Plant and Natural Product Research » (GA). Lors d'un symposium organisé par la « Schweizerische medizinische Gesellschaft für Phytotherapie » (SMGP, CH) en 2014, en collaboration avec l'Hôpital universitaire de Zurich, le « Forschungsinstitut für Biologischen Landbau » (FiBL à Frick CH) et la branche Phytopharmacie de la « Zürcher Hochschule für Angewandte Wissenschaften » (ZHAW à Wädenswil CH), l'ESCOP a été active et solidaire.

## Publications
Revue : la revue Phytomedicine est publiée en affiliation avec la Coopération scientifique européenne en phytothérapie (ESCOP).
Ouvrages :
- ESCOP monographs. Thieme, Stuttgart 2003,  (ISBN 3-13-129421-3).
- ESCOP monographs. Supplement. Thieme, Stuttgart 2009,  (ISBN 978-3-13-149981-3).